# Auzza
Auzza (in sloveno Avče) è un centro abitato della Slovenia, frazione del comune di Canale d'Isonzo.

## Storia
Il centro abitato apparteneva storicamente alla Contea di Gorizia e Gradisca, come comune autonomo; era noto con il toponimo italiano di Auzza e con quello sloveno di Avče.
Dopo la prima guerra mondiale passò, come tutta la Venezia Giulia, al Regno d'Italia; il comune di Auzza venne inserito nel circondario di Gorizia della provincia del Friuli. Nel 1927 passò alla nuova provincia di Gorizia.
Nel 1928 il comune di Auzza venne soppresso e aggregato a quello di Canale d'Isonzo.
Dopo la seconda guerra mondiale il territorio passò alla Jugoslavia; attualmente Auzza (in sloveno Avče) è frazione del comune di Canale d'Isonzo.

## Infrastrutture e trasporti
Il centro abitato è servito dalla stazione di Auzza, posta sulla linea Jesenice-Trieste.